# Everybody I love you
Everybody I love you is een lied van Crosby, Stills, Nash & Young waarvan het eerste deel werd geschreven door Stephen Stills en het tweede door Neil Young.
Ze brachten het nummer uit op hun album Déjà vu waarop Young voor het eerst als vierde groepslid meedeed. Diverse artiesten brachten covers uit op hun muziekalbums, zoals de Amerikaanse hardrockband Morningstar (Venus, 1979) en Amerikaanse jazzmusicus Fareed Haque (Déjà vu, 1997).

## Tekst en muziek
Het begin van het nummer stamt uit 1968, toen Stills Know you got to run schreef met John Hopkins. Dit blues-achtige nummer op de banjo bracht hij later pas uit op zijn album Stephen Stills 2 (1971) en de oorspronkelijke demo uit 1968 kwam pas in 2007 op de markt toen hij zijn album Just roll tape uitbracht.
Know you got to run fungeert als eerste helft van Everybody I love you waaraan als tweede een lied van Neil Young werd toegevoegd. Door de samensmelting van deze twee nummers ontstond een levendig geheel dat diende als afsluiting van het album Déjà vu. De blues-achige close harmony in het nummer is afkomstig van de twee andere bandleden, David Crosby en Graham Nash. Het optimisme in de boodschap en de sfeer hebben veel weg van de titelsong van het album, Carry on.